# Вос, Ян
Ян Вос (нидерл. Jan Vos; 4 марта 1612, Амстердам — 12 июля 1667, Амстердам) — нидерландский драматург и поэт. Стекольщик по профессии (он был поставщиком всех окон для новой ратуши Амстердама), он также сыграл важную роль как режиссёр и директор театра. Он организовывал, по приказу мэров, шествия и великолепные карнавалы на воде, которые иногда вызывали неодобрение, критику и насмешки.

## Биография
20 февраля 1639 года в старой ратуше Амстердама он женился на Гритье Герретс (1616 - 1651), которая уже была беременна от него. У них было двое детей: Ян (который прожил всего несколько дней) и Мария (которая в 1664 году положила первый камень в фундамент нового театра). Ян Вос был знатного рода и жил на Калверстрат в доме 202. Он гордился тем, что не знал никаких других языков, кроме нидерландского. Его пьеса «Арон и Тит» 1641 года прославила его имя, бывшее ранее почти неизвестным. Каспар Барлеус восхищался произведением, несмотря на то, что в ней присутствовали принцы, приготовленные в пудинге, закопанный живьём мавр и несколько призраков. (те же персонажи, что и в Тите Андронике Шекспира).
В своем Klucht van Oene 1642 года он критикует ряд нечестных обычаев торговцев и промышленников в Амстердаме — пекари, обвешивающие своих клиентов; портные, крадущие куски ткани, принадлежащие их хозяевам; стекольщики, мошенничающие с количеством стекла; красильщики шёлка, подделывающие свои материалы. Кроме того, на сцену выходят риэлторы, ломбарды, кассиры, нотариусы и секретари, помещики, мельники, врачи, парикмахеры, фармацевты и книготорговцы.
Ян Вос был популярным компаньоном из таких влиятельных семей, как де Граффы, Биккеры, Хёйдекоперы и Ян Шен. Он писал для них стихи на случай торжества, и это привело к тому, что его часто характеризовали как «семейного поэта». В 1651 году он был одним из составителей сборника стихотворений «Verscheyde Nederduytse gedichten» («Различные стихи на нидерландском языке»), попытки объединить художников и поэтов разных школ и религий. В 1657 году он был почётным гостем на свадьбе Яна Хинлопена и Леоноры Хёйдекопер.
Ян Вос возглавлял Театр Ван Кампена в течение девятнадцати лет вместе с Тобиасом ван Домселаром и Йоханнесом Серваутерсом. Вос был членом Мёйдеркринга, группы литературных людей, встречающихся в замке, где член семьи Биккеров был назначен дростом (хранителем замка). Он ставил пьесы Вондела.
Ян Вос имел чутьё на вкусы публики и городские власти неоднократно доверяли ему постановку и руководство театрализованными зрелищами и спектаклями. В 1654 году Вос организовал десять спектаклей, посвященных Вестминстерскому договору. В 1659 году Амалия ван Солмс, жена регента и ее дочь посетили Амстердам, увидев двадцать представлений, специально поставленных для этого случая. Однако Николас Тульп решительно выступил против появления языческих богов и богинь во время праздничного приезда посетителей. При посещении Марии Генриетты Стюарт, вдовы Вильгельма II, выяснилось, что один из карнавалов на воде представлял обезглавливание короля Карла I, покойного отца Марии. Ян Вос, который руководил шествиями на лошадях, стал объектом критики.

## Внешние ссылки
- Schouwburg of Jan Vos
- Wraak en weerwraak
- http://www.let.leidenuniv.nl/Dutch/Ceneton/Facsimiles/BontiusVosVertoningen1669/source/BontiusVertoningen9.html